# Gerona (1864)
La fragata de hélice Gerona fue un buque, cabeza de su clase, con casco de madera y propulsión mixta a vapor y velas de la Armada Española, que recibía su nombre en honor a la ciudad de Gerona.

## Historial
Durante la Guerra hispano-sudamericana, permaneció en España asignada a misiones de lucha contra los corsarios chilenos y peruanos en el océano Atlántico donde en agosto de 1866, capturó a la recién adquirida corbeta Tornado, que fue incorporada a la Armada Española. La Gerona fue destinada en el año 1868 a la escuadra de las Antillas.
Tras la Rebelión cantonal, se incorporaron junto a su gemelo la Almansa a la escuadra de instrucción. Con motivo de la inauguración de la Exposición Universal de Barcelona, el 20 de mayo de 1888 se reunieron en el puerto varios buques de la escuadra española, la fragata blindada Numancia, las fragata de hélice Gerona y Blanca, los cruceros Castilla y Navarra, Isla de Luzón e Isla de Cuba, el Destructor, los cañoneros Pilar y Cóndor y el transporte Legazpi. Participó en operaciones militares en el norte de África durante la  Primera guerra del Rif en 1893, pasando poco después a ser utilizada como escuela de cabos de cañón. En 1898, pasó a servir como depósito de marinería, siendo desguazada a final de ese año.